# Live at the Rainbow (video)
Live at the Rainbow es el primer video de Iron Maiden. Se grabó en el Rainbow Theatre de Londres, el 21 de diciembre de 1980. Este video se llama simplemente Iron Maiden, aunque también es conocido como Live At The Rainbow y recientemente se ha incluido esta grabación en el DVD The Early Days.
En este video se puede encontrar a los integrantes de aquella época con un sonido duro y con grandes canciones.
En él se puede contemplar la fuerza y rabia de los primeros Iron Maiden durante siete canciones. La grabación se realizó con muy pocos medios, pero los suficientes como para crear un video de calidad suficiente. 

## Lista de canciones
Mayo de 1981
1. "Intro (Ides of March)"
2. "WrathChild"
3. "Killers"
4. "Remember Tomorrow"
5. "Transylvania"
6. "Phantom of The Opera"
7. "Iron Maiden"

- No solo tocaron esas canciones también interpretaron:

1. "Sanctuary"
2. "Prowler"
3. "Innocent Exile"
4. "Strage World"
5. "Another Life"
6. "The Ides Of March"
7. "Charlotte The Harlot"
8. "Running Free"
9. "Drifter"
10. "twilight Zone"
11. Solo de Batería de Clive Burr

Estas canciones no fueron incluidas en el video por problemas de sonido.

## Miembros
- Steve Harris - bajo
- Paul Di'Anno - voz
- Dave Murray - guitarra
- Adrian Smith - guitarra
- Clive Burr - batería